# 30/30-150
«30/30-150» es una canción de la banda estadounidense de hard rock, Stone Sour. Fue el primer sencillo del segundo álbum de estudio Come What(ever) May. 
La canción recibió una nominación a la Mejor Interpretación de Metal en la 49° edición de los premios Grammy, pero perdió ante Eyes of the Insane de Slayer.

## Video musical
El video musical fue dirigido por Paul R. Brown. En esta ocasión, muestra a los miembros de la banda individualmente en un alto contraste en blanco y negro y superpuesto sobre un temporizador de cuenta regresiva de “3030.150″ y de vez en cuando tomas cercanas a la boca de Corey Taylor. Los números de que se ven de fondo aparecen como una cuenta regresiva, como tiempo restante en el clip en décimas de segundos, a partir de 3030,150.

## Análisis del título y especulaciones
El título, posiblemente, puede referirse a un tipo de cartucho de escopeta (.30-30, con un 150-granos [9,7 g] de bala), aunque esto es incierto. Según Taylor, una posible interpretación de la canción es acerca de “recordando siempre quién eres, de dónde vienes y no ceder a presiones”.
Otra interpretación de la canción está basada en la teoría del código 30/30-150 que significa “la aniquilación nuclear total.”
Otra posibilidad es que en un transportador de ángulo de 30 grados es el mismo que los 150 grados. Corey declaró en una entravista de Hit Parader que “30/30-150″ se trata de la generación en la que creció. Dijo que la gente siempre decía que su generación nunca llegaría a nada, tal vez explique la letra “they called us a dead generation” (nos llamaron a una generación muerta) en la canción.
Aunque actualmente Roy Mayorga es el baterista de la banda, a él se lo muestra tocando la batería en el video de 30/30-150, pero en realidad el no grabó las pistas de batería de la canción, esto fue hecho por el actual baterista de Godsmack, Shannon Larkin.

## Listado de canciones
| CD, sencillo, |                    |          |  |
| N.º           | Título             | Duración |  |
| 1.            | «30/30-150»        | 04:18    |  |
| 2.            | «30/30-150» (Live) | 05:07    |  |
| 3.            | «Reborn»           | 03:15    |  |